# Buyo (département)
Pour les articles homonymes, voir Buyo.
Le département de Buyo est un département de Côte d'Ivoire.